# Kyles
Le Kyles est un petit cargo de type Clyde puffer (en) représentatif de la construction navale des années 1870. Il est exposé au Scottish Maritime Museum d'Irvine en Écosse.

Il est classé bateau historique depuis 1993 par le National Historic Ships UK  et au registre du National Historic Fleet.

## Histoire
Kyles a été lancé le mardi 12 mars 1872 du chantier Merksworth de John Fullarton & Co. de Paisley (Royaume-Uni)Paisley. C'est un cargo à coque en fer, avec un pont en bois, et équipé d'un seul mât. Il a été enregistré à Glasgow par son premier propriétaire et a travaillé au transport du poisson de la flotte de pêche 

De 1881 jusqu'en 1900, il a changé plusieurs fois de propriétaires avant d'être modifié pour le transport des céréales.
De 1919 à 1921, il a fait du cabotage côtier de cargaisons lourdes dans l'est du Kent et sur la Tamise avant de servir de remorqueur à Cardiff. En 1921, il a été reconverti comme drague à sable à Bristol.
Au début de la Seconde Guerre mondiale, Kyles a été mis hors service et en 1942, retrouvé en mauvais état sur le Glamorganshire Canal (en), il a été acquis par un démolisseur et revendu à un réparateur de navires de Sharpness près de Gloucester. Il a été réparé en supprimant l'équipement de dragage pour en refaire un caboteur pour la flotte de la famille Langford. Il a opéré sur le canal de Bristol et en 1953, il a été équipé d'un moteur diesel. 

En 1960, il a de nouveau été transformé pour fonctionner comme un transporteur de boues industrielles pour le déversement dans la Manche face à Bristol avant de terminer sa carrière comme entrepôt de stokage. 

La famille Langford a voulu que ce navire soit conservé par le musée maritime à Gloucester, mais entre-temps, il fut revendu à Peter M Herbert de Bude et resservit en tant que caboteur. 
Au début des années 1980, la West of Scotland Boat Museum Association, précurseur du Scottish Maritime Museum (en) racheta le Kyles le 8 novembre 1984, devenant le 24ème propriétaire du navire 112 ans après son premier enregistrement maritime. En 1996, un financement a permis la restauration complète du navire en lui redonnant sa silhouette de cargo à moteur à vapeur de 1953. Les travaux ont été achevés en 1999, il a fait ses essais en mer et fait désormais partie de la flotte du Scottish Maritime Museum à Irvine.